# Bring It On: In It to Win It
Bring It On: In It to Win It är en amerikansk komedifilm från 2007 i regi av Steve Rash. Filmen är den fjärde i Bring It On-serien.